# Bestia (cortometraje)
Bestia es un cortometraje animado chileno de 2021, dirigido por Hugo Covarrubias y escrito por el mismo Covarrubias junto a Martín Erazo. Está inspirado en Íngrid Olderöck, agente de la DINA durante la dictadura militar del general Augusto Pinochet. Fue nominado para los premios Óscar en la categoría de mejor cortometraje animado el 8 de febrero de 2022, convirtiéndose en la quinta producción chilena en ser nominada a un premio de la Academia.

## Producción
Bestia es el tercer cortometraje animado dirigido por Hugo Covarrubias, después de El almohadón de plumas (2007) y La noche boca arriba (2012). La idea surgió con la intención de abordar parte de la historia de Chile «con personajes menos conocidos, menos oficiales y más oscuros». Aunque el objetivo original era producir una serie, Covarrubias decidió centrarse en una de esas historias para hacer un cortometraje unitario. El guion fue escrito por Covarrubias y Martín Erazo, fundador de la compañía de teatro La Patogallina.
El personaje principal está inspirado en Íngrid Olderöck, mayor de Carabineros y agente de la DINA durante la dictadura militar del general Augusto Pinochet, responsable de violaciones de los derechos humanos en aquel periodo. Según Covarrubias, el objetivo de la cinta no es una biografía de Olderöck sino «una visita a su vida secreta, a la relación con su perro, sus miedos y  frustraciones, que finalmente son la radiografía de un país que está fracturado, un país que está lleno de heridas que no están todavía ni cerca de sanarse». Entre las fuentes utilizadas se encuentran el libro Ingrid Olderock: La mujer de los perros de Nancy Guzmán, el perfil que Alejandra Matus escribió sobre Olderöck en el libro Los malos, editado por Leila Guerriero, e Historia secreta de Chile de Jorge Baradit.
La técnica utilizada fue la animación stop motion, que estuvo a cargo de Covarrubias y de Matías Delgado. El diseño de la protagonista estuvo basado en la estética de las muñecas de porcelana, para transmitir la inexpresividad y frialdad del personaje. El personaje fue creado con resina de poliuretano bañada en resina cristal, para darle a su rostro una textura similar a la cerámica. En tanto, los fondos y decorados fueron hechos con diferentes cartones opacos para generar un contraste con el brillo de la resina.
El cortometraje fue producido por Tevo Díaz, a través de la empresa Trébol 3, mientras Cecilia Toro trabajó como vestuarista y productora de arte. Su financiamiento estuvo a cargo del Fondo de Fomento Audiovisual, convocatorias 2018 y 2020, del Ministerio de las Culturas, las Artes y el Patrimonio.

## Estreno y exhibición
La obra fue estrenada el 14 de junio de 2021 en el Festival Internacional de Cine de Animación de Annecy. Al mes siguiente formó parte del Festival Internacional de Animación Chilemonos, donde ganó la competencia latinoamericana de cortometrajes animados. Dado que aquel festival había obtenido el estatus de calificador para los premios Óscar en 2018, la victoria de Bestia le permitió postular como candidato a dichos galardones en la categoría de mejor cortometraje animado. Posteriormente participó en los festivales de cine de Guadalajara, Viña del Mar y Clermont-Ferrand, entre otros. En enero de 2022 el cortometraje fue exhibido en el Festival de Cine de Sundance.
El cortometraje fue estrenado en televisión abierta el 25 de marzo de 2022 a través de Televisión Nacional de Chile. La transmisión formó parte de un especial titulado Bestia, camino al Oscar, que incluyó entrevistas con la productora Cecilia Toro y la directora artística Constanza Wette.

## Premios y nominaciones
| Premio                                                      | Categoría                                                                    | Nominados                    | Resultado |
| ----------------------------------------------------------- | ---------------------------------------------------------------------------- | ---------------------------- | --------- |
| Premios Óscar                                               | Mejor cortometraje animado                                                   | Hugo Covarrubias y Tevo Díaz | Nominado  |
| Festival Internacional de Cine de Animación de Annecy       | Festivals Connexion                                                          | Hugo Covarrubias             | Ganador   |
| Festival Internacional de Cine de Animación de Annecy       | Cristal - Mejor cortometraje                                                 | Hugo Covarrubias             | Nominado  |
| Premios Annie                                               | Mejor cortometraje animado                                                   |                              | Ganador   |
| Premios Quirino                                             | Mejor cortometraje de animación iberoamericano                               |                              | Ganador   |
| Premios Quirino                                             | Mejor desarrollo visual de obra de animación iberoamericana                  |                              | Ganador   |
| Premios Quirino                                             | Mejor diseño de animación de obra de animación iberoamericana                |                              | Nominado  |
| Premios Quirino                                             | Mejor diseño de sonido y música original de obra de animación iberoamericana |                              | Nominado  |
| Festival Internacional de Animación Chilemonos              | Mejor cortometraje latinoamericano                                           | Hugo Covarrubias             | Ganador   |
| Festival Internacional de Cortometrajes de Clermont-Ferrand | Mejor cortometraje animado internacional                                     | Hugo Covarrubias             | Ganador   |
| Festival Internacional de Animación de Córdoba              | Gran premio del jurado                                                       | Hugo Covarrubias             | Ganador   |
| Festival Internacional de Animación de Córdoba              | Mejor animación latinoamericana                                              | Hugo Covarrubias             | Ganador   |
| Festival Internacional de Cine en Guadalajara               | Mejor cortometraje animado                                                   | Hugo Covarrubias             | Ganador   |
| Festival Internacional de Cine de Viña del Mar              | Mejor cortometraje                                                           | Hugo Covarrubias             | Ganador   |